# فلوئورید اسکاندیم
فلوئورید اسکاندیم (به انگلیسی: Scandium fluoride) با فرمول شیمیایی ScF3 یک ترکیب شیمیایی با شناسه پاب‌کم 83678 است. که جرم مولی آن 101.95112 g/mol می‌باشد. شکل ظاهری این ترکیب، پودر سفید روشن است.